# پیپا هیوود
پیپا هِـیوود (انگلیسی: Pippa Haywood؛ زادهٔ ۶ مهٔ ۱۹۶۱) بازیگر اهل بریتانیا است.
از فیلم‌ها یا برنامه‌های تلویزیونی که وی در آن نقش داشته‌است، می‌توان به اگر می‌شد، تامارا درو، پدر براون، پوآرو، آدمکشان میدسامر، دیل و پاسکو، بریجرتون و محافظ شخصی اشاره کرد.